# Кинг (окръг)
Вижте пояснителната страница за други значения на Кинг.
Окръг Кинг (на английски: King County) е окръг в щата Вашингтон, Съединени американски щати. Площта му е 5975 km², а населението – 2 188 649 души (2017). Административен център е град Сиатъл.

## Градове
- Алгона
- Белвю
- Блек Дайъмънд
- Боз Ар Вилидж
- Инъмкло
- Карнейшън
- Кенмор
- Къркланд
- Лейк Форест Парк
- Мейпъл Вали
- Норманди Парк
- Редмънд
- Самамиш
- Сиатак
- Сиатъл
- Скайкомиш
- Сноукуолми
- Тъкуила
- Хънтс Пойнт
- Яроу Пойнт